# شیرزرد (سرده)
شیرزرد (نام علمی: Xanthogalum) نام یک سرده از تیره چتریان است.